# Кльонув (Свентокшиське воєводство)
Кльонув (пол. Klonów) — село в Польщі, у гміні Лончна Скаржиського повіту Свентокшиського воєводства.
Населення — 305 осіб (2011).
У 1975-1998 роках село належало до Келецького воєводства.

## Демографія
Демографічна структура на день 31 березня 2011 року:
|          | Загалом | Допрацездатний вік | Працездатний вік | Постпрацездатний вік |
| -------- | ------- | ------------------ | ---------------- | -------------------- |
| Чоловіки | 165     | 51                 | 98               | 16                   |
| Жінки    | 140     | 28                 | 80               | 32                   |
| Разом    | 305     | 79                 | 178              | 48                   |